# De zwarte pijl
De zwarte pijl is het zevende stripalbum uit de reeks Johan en Pirrewiet. Het verhaal verscheen voor het eerst in 1957 in de nummers 977 tot en met 998 van weekblad Spirou. Het album volgde in 1959.
Dit is het eerste verhaal waarin Peyo overstapt op kleine letters in plaats van hoofdletters. Peyo schakelde over omdat kinderen eerste kleine letters aanleren en ze zo de strips makkelijker kunnen lezen. Album 6 is in de Nederlandse vertaling echter ook al voorzien van kleine letters. Peyo wordt ook wat flexibeler wat de bladschikking betreft: voorheen waren de meeste pagina's verdeeld in 12 gelijke vlakken, maar daar stapt hij steeds vaker van af. Hij verdeelde de pagina's voortaan zo dat het verhaal het beste tot zijn recht komt.
Typisch voor dit verhaal zijn de gemaskerde mannen en spionage, thema's die tijdens de Koude Oorlog door vele kunstenaars werden gebruikt.

## Verhaal
In de buurt van het slot worden constant koopmannen aangevallen door een roversbende. De koning en zijn ridders willen daar dringend iets aan doen. Ze willen de rovers in de val lokken door zich te vermommen als kooplui met een speciale lading: een groep gewapende ridders.
Pirrewiet helpt de rovers per ongeluk door de belagers van een rover weg te jagen. Zo worden hij en Johan bij de roversbende ingelijfd. Johan wil de rovers naar de vermomde soldaten lokken, maar de hoofdman van de rovers weet dat het een val is. In het kasteel is er dus een verrader die de rovers inlicht. Die stuurt zwarte pijlen naar de hoofdman. Johan stelt graaf Driebergen (zie ook eerdere verhalen) op de hoogte, maar de verrader krijgt dit in de gaten: de rovers moeten meedoen aan een toernooi om Driebergen uit te schakelen. Johan en Pirrewiet worden betrapt als ze dit bericht lezen en moeten vluchten. Ze komen net op tijd om Driebergen van de dood te redden.
Om de verrader te ontmaskeren schrijft Johan een briefje dat zogezegd van de rovers komt en geeft dit aan de koning. De rovers zouden berouw hebben en verklappen de schuilplaats van de buit. Ridders Monfoort en Schoonbeke zijn plots spoorloos: zij zijn de verraders. Ze gaan naar de roversbende en lopen in de val: de hele bende wordt opgerold.